# Communauté de communes de la Cléry, du Betz et de l’Ouanne
Die Communauté de communes de la Cléry, du Betz et de l’Ouanne ist ein französischer Gemeindeverband mit der Rechtsform einer Communauté de communes in den Départements Loiret und Yonne der Regionen Centre-Val de Loire und Bourgogne-Franche-Comté. Der Gemeindeverband wurde am 9. September 2016 gegründet und umfasst 23 Gemeinden. Der Verwaltungssitz befindet sich im Ort Château-Renard. Eine Besonderheit liegt in der Département- und Regions-übergreifenden Struktur der Mitgliedsgemeinden.

## Historische Entwicklung
Der Gemeindeverband entstand mit Wirkung vom 1. Januar 2017 durch die Fusion der Vorgängerorganisationen
- Communauté de communes du Betz et de la Cléry und
- Communauté de communes de Château-Renard.

## Mitgliedsgemeinden
| Gemeinde                                                   | Einwohner 1. Januar 2022 | Fläche km² | Dichte Einw./km² | Code INSEE | Postleitzahl | Region                  | Département |
| ---------------------------------------------------------- | ------------------------ | ---------- | ---------------- | ---------- | ------------ | ----------------------- | ----------- |
| Bazoches-sur-le-Betz                                       | 968                      | 15,38      | 63               | 45026      | 45210        | Centre-Val de Loire     | Loiret      |
| Chantecoq                                                  | 516                      | 15,93      | 32               | 45073      | 45320        | Centre-Val de Loire     | Loiret      |
| Château-Renard                                             | 2.108                    | 40,34      | 52               | 45083      | 45220        | Centre-Val de Loire     | Loiret      |
| Chuelles                                                   | 1.230                    | 30,82      | 40               | 45097      | 45220        | Centre-Val de Loire     | Loiret      |
| Courtemaux                                                 | 263                      | 12,19      | 22               | 45113      | 45320        | Centre-Val de Loire     | Loiret      |
| Courtenay                                                  | 3.799                    | 50,13      | 76               | 45115      | 45320        | Centre-Val de Loire     | Loiret      |
| Douchy-Montcorbon                                          | 1.362                    | 50,12      | 27               | 45129      | 45220        | Centre-Val de Loire     | Loiret      |
| Ervauville                                                 | 564                      | 12,54      | 45               | 45136      | 45320        | Centre-Val de Loire     | Loiret      |
| Foucherolles                                               | 303                      | 9,80       | 31               | 45149      | 45320        | Centre-Val de Loire     | Loiret      |
| Gy-les-Nonains                                             | 603                      | 20,13      | 30               | 45165      | 45220        | Centre-Val de Loire     | Loiret      |
| La Chapelle-Saint-Sépulcre                                 | 223                      | 6,21       | 36               | 45076      | 45210        | Centre-Val de Loire     | Loiret      |
| La Selle-en-Hermoy                                         | 778                      | 19,56      | 40               | 45306      | 45210        | Centre-Val de Loire     | Loiret      |
| La Selle-sur-le-Bied                                       | 1.131                    | 30,12      | 38               | 45307      | 45210        | Centre-Val de Loire     | Loiret      |
| Louzouer                                                   | 246                      | 11,23      | 22               | 45189      | 45210        | Centre-Val de Loire     | Loiret      |
| Melleroy                                                   | 507                      | 24,23      | 21               | 45199      | 45220        | Centre-Val de Loire     | Loiret      |
| Mérinville                                                 | 173                      | 11,84      | 15               | 45201      | 45210        | Centre-Val de Loire     | Loiret      |
| Pers-en-Gâtinais                                           | 241                      | 10,69      | 23               | 45250      | 45210        | Centre-Val de Loire     | Loiret      |
| Saint-Firmin-des-Bois                                      | 498                      | 19,05      | 26               | 45275      | 45220        | Centre-Val de Loire     | Loiret      |
| Saint-Germain-des-Prés                                     | 1.864                    | 26,18      | 71               | 45279      | 45220        | Centre-Val de Loire     | Loiret      |
| Saint-Hilaire-les-Andrésis                                 | 953                      | 25,71      | 37               | 45281      | 45320        | Centre-Val de Loire     | Loiret      |
| Saint-Loup-d’Ordon                                         | 248                      | 17,67      | 14               | 89350      | 89330        | Bourgogne-Franche-Comté | Yonne       |
| Thorailles                                                 | 197                      | 3,45       | 57               | 45322      | 45210        | Centre-Val de Loire     | Loiret      |
| Triguères                                                  | 1.267                    | 35,78      | 35               | 45329      | 45220        | Centre-Val de Loire     | Loiret      |
| Communauté de communes de la Cléry, du Betz et de l’Ouanne | 20.042                   | 499,10     | 40               | –          | –            | –                       | –           |